# John Mayow
John Mayow (Bree, 1641 – Londra, 1679) è stato un medico britannico.
Membro della Royal Society, per primo intuì che nella combustione interviene solo un componente dell'aria, che chiamò spiritus nitro-aereus (in seguito si scoprirà essere l'ossigeno).
Inoltre ricondusse la respirazione cellulare alla combustione, ipotizzando che il sangue portasse lo spiritus dai polmoni alle altre parti del corpo.
Nel 1674 pubblicò i Cinque trattati medico-fisici.